# Cox Bluff
Das Cox Bluff ist ein Kliff aus Fels und Eis im westantarktischen Marie-Byrd-Land. Es ragt unmittelbar westlich des Spitz Ridge auf der Nordseite des Toney Mountain auf.
Der United States Geological Survey kartierte das Kliff anhand eigener Vermessungen und Luftaufnahmen der United States Navy aus den Jahren von 1959 bis 1966. Das Advisory Committee on Antarctic Names benannte es 1967 nach Tony L. Cox, Geomagnetologe und Seismologe auf der Byrd-Station im antarktischen Winter des Jahres 1966.